# Ron Rifkin
Ron Rifkin (Nueva York; 31 de octubre de 1939) es un actor de cine, teatro y televisión. Rifkin ganó en 1998 el premio Tony al mejor actor en el reestreno en Broadway de Cabaret.
Saltó al estrellato televisivo por su interpretación en el papel de Arvin Sloane junto a Victor Garber, Jennifer Garner y Lena Olin en la serie de televisión Alias (2001–2006). Rifkin está casado con Iva Rifkin.

## Trabajos realizados

### Cine
- The Devil's 8 (1969)
- Naves misteriosas (1972)
- La pareja chiflada (1975)
- The Big Fix (Un investigador insólito, 1978)
- The Sting II (1983)
- JFK: caso abierto (1991)
- Husbands and Wives (1992)
- Misterioso asesinato en Manhattan (1993)
- Lobo (1994)
- Last Summer in the Hamptons (1995)
- The Substance of Fire (1996)
- L.A. Confidential (1997)
- El negociador (1998)
- Boiler Room (1999)
- Keeping the Faith (Más que amigos, 2000)
- The Majestic (2001)
- Dragonfly (2002)
- The Sum of All Fears (Pánico nuclear, 2002)

### Televisión
- Falcon Crest (1982)
- ER as Dr. Carl Vucelich (1995–1996)
- Norma Jean y Marilyn (1996)
- Un sueño imposible (2000)
- Homicidio voluntario (2000)
- Alias (2001–2006)
- Sex and the City as Julian Fisher (2002)
- Brothers & Sisters (2006–)
- Limitless (2015–)